# جيم ثورب (لاعب غولف)
جيم ثورب (بالإنجليزية: Jim Thorpe)‏ هو لاعب غولف أمريكي، ولد في 1 فبراير 1949 في روكسبورو في الولايات المتحدة.

## وصلات خارجية
- جيم ثورب على موقع رابطة لاعبي الغولف المحترفين (الإنجليزية)
- جيم ثورب على موقع رابطة اليابان للاعبي الغولف المحترفين (الإنجليزية)
- جيم ثورب على موقع التصنيف العالمي الرسمي للغولف (الإنجليزية)